# LaCie
LaCie, S.A. mit Sitz in Paris ist ein französischer Hersteller von Computerzubehör wie Festplatten, RAID-Systemen, optischen Laufwerken und Computer-Bildschirmen. Die Bildschirmsparte zielt durch Geräte mit hoher Farbtreue vor allem auf Kunden im Bereich professioneller Bildbearbeitung, insbesondere Druckereien.
Im Jahr 2012 erwarb Seagate Technology an der zu diesem Zeitpunkt noch an der Börse NYSE Euronext in Paris notierten LaCie eine Mehrheitsbeteiligung. Mitte Dezember 2013 übernahm der Seagate-Konzern durch Squeeze-out auch die übrigen Anteile und nahm das Unternehmen von der Börse.

## Geschichte
Das Unternehmen entstand 1995 durch Zusammenschluss der amerikanischen La Cie in Portland, Oregon und der französischen électronique d2 in Paris und firmiert seit 1998 unter dem Namen LaCie.
Der amerikanische Unternehmensteil wurde im Juli 1987 von Robert und Tudy Kamerman, sowie Roger Bates als La Cie, Ltd. in Tigard, Oregon gegründet. Joel Kamerman, der Sohn des Gründerehepaars, übernahm als Präsident und Geschäftsführer dessen Führung. Im Dezember 1990 kaufte Plus Developement, eine Tochter des Festplattenherstellers Quantum Corporation das junge Unternehmen auf und unterstützte es dabei, auch weiterhin unter Leitung von Joel Kamerman, sich zum lizenzierten Lieferanten externer SCSI-Laufwerke für Apple zu entwickeln.
Im Jahr 1989 gründeten Pierre Fournier und Philippe Spruch die électronique d2. Zu Beginn setzten sie in ihrem Apartment lediglich Festplatten in SCSI-Gehäuse, um sie als externe Peripheriegeräte zu verkaufen. Bis 1990 war das Unternehmen stark gewachsen, investierte in Forschung und entwickelte eigene Produkte. Ein Jahr darauf eröffnete es Niederlassungen in London, Brüssel und Kopenhagen. Im Jahr 1995 gelang es, die US-Firma La Cie aus dem Quantum-Konzern herauszukaufen und sich damit auch ein Standbein in Amerika zu schaffen.
Im Dezember 2009 übernahm LaCie den Softwarehersteller Caleido mit seiner verteilten Speicherapplikation Wuala. Im November 2011 erklärte LaCie, eine Beteiligung von 11,17 % vom deutschen Fernsehhersteller Loewe erworben zu haben. Nach dessen Kapitalschnitt im Oktober 2013 lag der Anteil aber nur noch bei 2,87 %.
Im Mai 2012 gab der amerikanische Hersteller Seagate Technology bekannt, er werde die Aktienmehrheit am Kapital des Unternehmens zu einer Bewertung von 146 Mio. € erwerben. Nach Erwerb der Aktienmehrheit von den Unternehmensgründern wurde Ende September 2012 ein öffentliches Angebot an die verbleibenden Aktionäre lanciert. Nach Ablauf des Angebots hielt Seagate 94,85 % des Kapitals. Im Dezember 2013 sicherte sich Seagate durch einen Squeeze-out auch die übrigen Anteile und nahm das bis dahin an der NYSE Euronext gelistete und im Index CAC Small vertretene Unternehmen am 19. Dezember von der Börse.

## Produkte

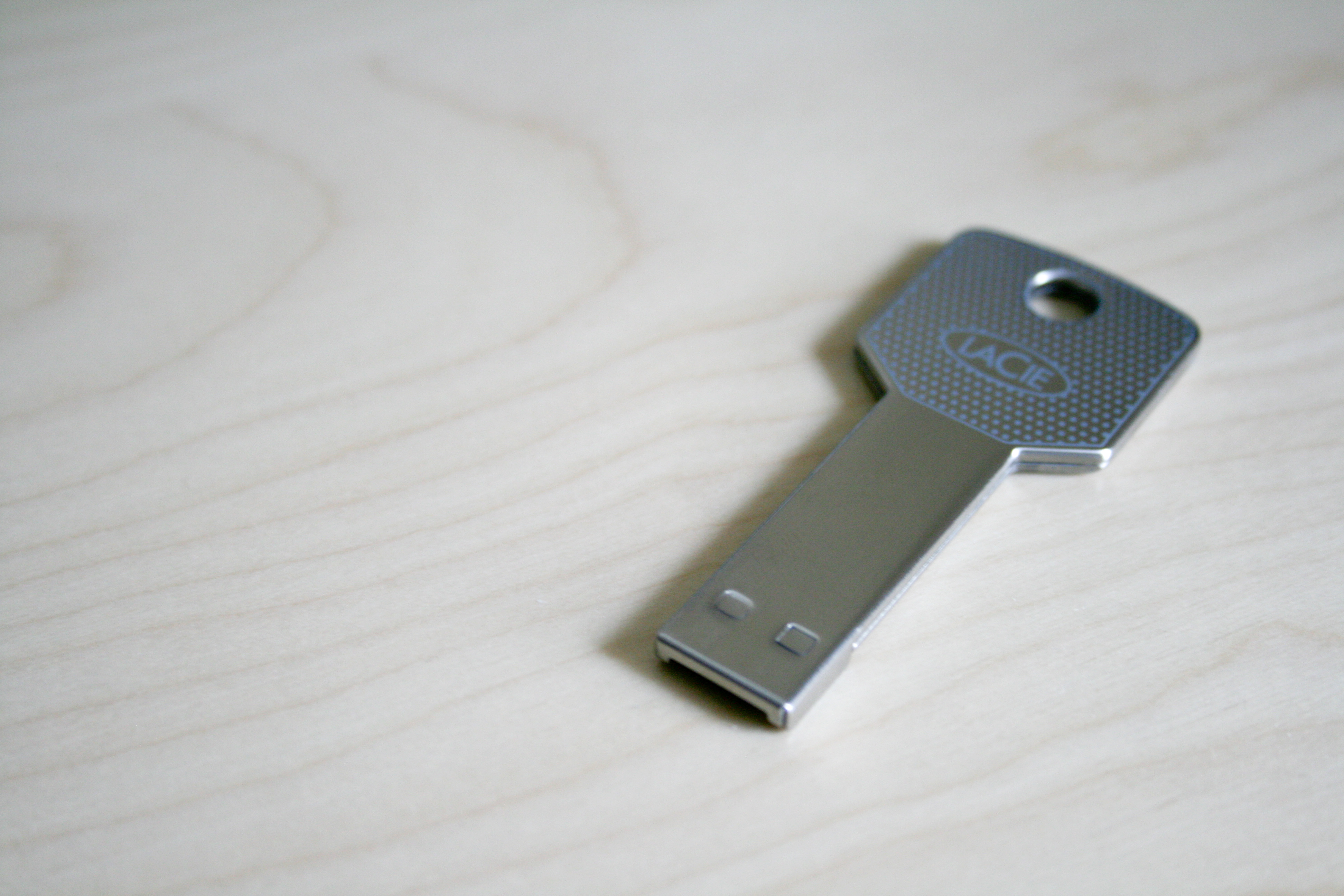
LaCie USB-Speicherstick

Kerngeschäft war zunächst die Fertigung externer SCSI-Festplatten. Über die Jahre kamen CD- bzw. DVD-Laufwerke und -Brenner sowie magneto-optische Systeme, SyQuest-Laufwerke, Streamer und Datenspeicher mit USB- oder FireWire-Anschluss hinzu.
Außerdem wurden bis 2015 NAS-Betriebssysteme, eine Backupsoftware und Cloud Storage Speicher über die Marke Wuala angeboten.

## Design
Im Hinblick darauf, dass die Zielgruppe zunächst Apple-Macintosh-Kunden waren, beauftragte LaCie bzw. seine Vorläuferunternehmen jeweils professionelle Designer mit der Gestaltung seiner Produkte. In Paris arbeitete im Jahr 1991 Philippe Starck für électronique d2 und entwarf die Laufwerke K1, Apollo und Tokyo, die mit handgebürstetem Aluminium an die chromglänzenden Toaster der 1950er Jahre erinnerten und daher auch den Spitznamen Toaster-drives erhielten. Industriedesigner Neil Poulton und Christophe Pillet leiteten als Starcks Mitarbeiter die entsprechenden Projekte. Beide waren auch später, nach ihrer Trennung von Starck, noch mehrere Male für LaCie tätig.
Von 2003 bis 2006 entwarf Porsche Design eine Reihe von Produkten für LaCie. Im Jahr 2006 folgten farbenfrohe Gehäuse von Karim Rashid und das Brick drive von Ora-ito.
Im Jahr 2007 erwarb das Centre Georges Pompidou einige LaCie-Produkte für seine Sammlung, darunter waren Poultons Le Coq, d2, LBD, Firewire Speakers, Pocketdrive und Rugged, Ito’s Brick und USB Hub sowie zwei Laufwerke mit Porsche Design.
Anfang 2014 stellte LaCie auf der Consumer Electronics Show (CES) in Las Vegas den LaCie Christofle Sphere vor, eine kugelförmige externe Speicherlösung, die in Zusammenarbeit mit dem Designstudio des französischen Herstellers feiner Silberwaren Christofle entstanden ist.